# Рипа-де-Жос
Рипа-де-Жос (рум. Râpa de Jos) — село у повіті Муреш в Румунії. Входить до складу комуни Ветава.
Село розташоване на відстані 296 км на північ від Бухареста, 46 км на північ від Тиргу-Муреша, 90 км на схід від Клуж-Напоки.

## Населення
За даними перепису населення 2002 року у селі проживала 541 особа, з них 537 осіб (99,3%) румунів. Рідною мовою 539 осіб (99,6%) назвали румунську.